# داریوش حضرتقلی‌زاده
داریوش حضرتقلی‌زاده کشتی‌گیر آزادکار ، ورزشکار تیم ملی ایران است. او اهل خراسان شمالی شهر شیروان است.
وی سابقه کسب مدال نقره در مسابقات کشتی آزاد آسیایی بزرگسالان ۲۰۲۲ را دارد.

## فعالیت حرفه‌ای ورزشی

### قهرمانی آسیا ۲۰۲۲
در وزن ۶۱ کیلوگرم داریوش حضرتقلی زاده در دور اول با نتیجه ۹ بر ۶ مقابل این سانگ چویی از کره جنوبی به پیروزی دست یافت. وی در دور دوم با نتیجه ۱۴ بر ۱۱ علی بیگ علی بیگوف (کشتی گیر روسی الاصل) قهرمان آسیا از بحرین را از پیش رو برداشت و به مرحله نیمه نهایی راه یافت. وی در این مرحله با نتیجه ۶ بر ۵ از سد اکبر کوربانوف از قزاقستان گذشت و به دیدار فینال راه یافت. حضرتقلی زاده در این با نتیجه ۱۰ بر صفر مغلوب ری هیگوچی دارنده مدال نقره المپیک از ژاپن شد و به مدال نقره رسید.